# Lilla Luleälven
Lilla Luleälven ist der südliche und kleinere Quellfluss des Luleälven in Norrbottens län in Nordschweden.
Mit seinem Quellfluss Tarraätno (samisch: Tarrajåkkå) bildet er einen 238 km langen Flusslauf, der eine Fläche von etwa 9800 km² entwässert.
Der Tarraätno entspringt im Süden des Sarek-Gebirges, von wo er nach Südosten nach Kvikkjokk fließt und in den See Saggat mündet. Anschließend durchfließt der Lilla Luleälven eine Seenkette in östlicher Richtung, zu welcher die Seen Skalka und Randijaure zählen. Seine Fließrichtung ist überwiegend Ostsüdost. Er passiert die Kleinstadt Jokkmokk und trifft schließlich bei Vuollerim auf den von Norden kommenden Stora Luleälven, mit welchem er den Luleälven bildet.
Wichtigste Nebenflüsse sind der Rapaätno von Norden sowie der Pärlälven von Süden.

## Wasserkraftwerke
Flussabwärts gesehen liegen am Lilla Luleälven die folgenden fünf Kraftwerke, die im Besitz von Vattenfall sind.
| Kraftwerk | Leistung (MW) | Betriebsbeginn |
| --------- | ------------- | -------------- |
| Seitevare | 214           | 1967           |
| Parki     | 19            | 1970           |
| Randi     | 85            | 1976           |
| Akkats    | 157           | 1973           |
| Letsi     | 486           | 1967           |